# Essegney
Essegney ist eine französische Gemeinde mit 745 Einwohnern (1. Januar 2022) im Département Vosges in der Region Grand Est (bis 2015 Lothringen). Sie gehört zum Arrondissement Épinal und zum Gemeindeverband Agglomération d’Épinal.

## Geografie
Die Gemeinde Essegney liegt an der Mosel, etwa 25 Kilometer nordwestlich von Épinal.
Die Mosel fließt in Südost-Nordwest-Richtung durch das Gemeindegebiet, der Kernort Essegney liegt auf der rechten Moselseite. Im äußersten Südwesten verläuft der parallel zur Mosel gebaute Canal des Vosges durch das Gemeindegebiet. Die nächsten Brücken führen flussabwärts in Charmes und flussaufwärts in Portieux über die Mosel.
Zu Essegney gehört auch eine sechs Kilometer lange fingerförmige Ausbuchtung des Gemeindeareals nach Nordosten, die aus dichtem Wald besteht (Bois d’Essegney).
Das bebaute Siedlungsgebiet ist im Nordwesten mit der Stadt Charmes, im Südosten mit der Gemeinde Langley zusammengewachsen. Weitere Nachbargemeinden sind Saint-Rémy-aux-Bois (Département Meurthe-et-Moselle) im Nordosten, Damas-aux-Bois im Osten sowie Vincey im Süden.

## Geschichte
Der Ortsname von Essegney leitet sich aus dem gallorömischen Ausiniaca Villa ab, welcher im 12. Jahrhundert erstmals schriftlich auftauchte. Das Dorf entwickelte sich um ein Hospital, das von Nonnen aus Nancy (Soeurs-Grises) im Jahr 1438 gegründet wurde.
Das Dorf Essegney gehörte von 1594 bis zur Französischen Revolution zur Vogtei Châtel.
Die Kirche Saint-Pierre wurde um 1720 errichtet, sie war und ist bis heute auch für die Nachbargemeinde Langley zuständig. Sie gehört zum Dekanat Jorxey im Bistum Nancy-Toul.

### Bevölkerungsentwicklung
| Jahr      | 1962 | 1968 | 1975 | 1982 | 1990 | 1999 | 2006 | 2013 | 2021 |
| Einwohner | 509  | 566  | 649  | 739  | 651  | 622  | 664  | 757  | 742  |

Im Jahr 1821 wurde mit 329 Bewohnern die bisher niedrigste Einwohnerzahl ermittelt. Die Zahlen basieren auf den Daten von cassini.ehess und INSEE.

## Sehenswürdigkeiten
- Kirche Saint-Pierre
- Lavoir
- britischer Soldatenfriedhof aus dem Ersten Weltkrieg
- Ensemble von Bauern- und Arbeiterhäusern aus dem 18. und 19. Jahrhundert[4]

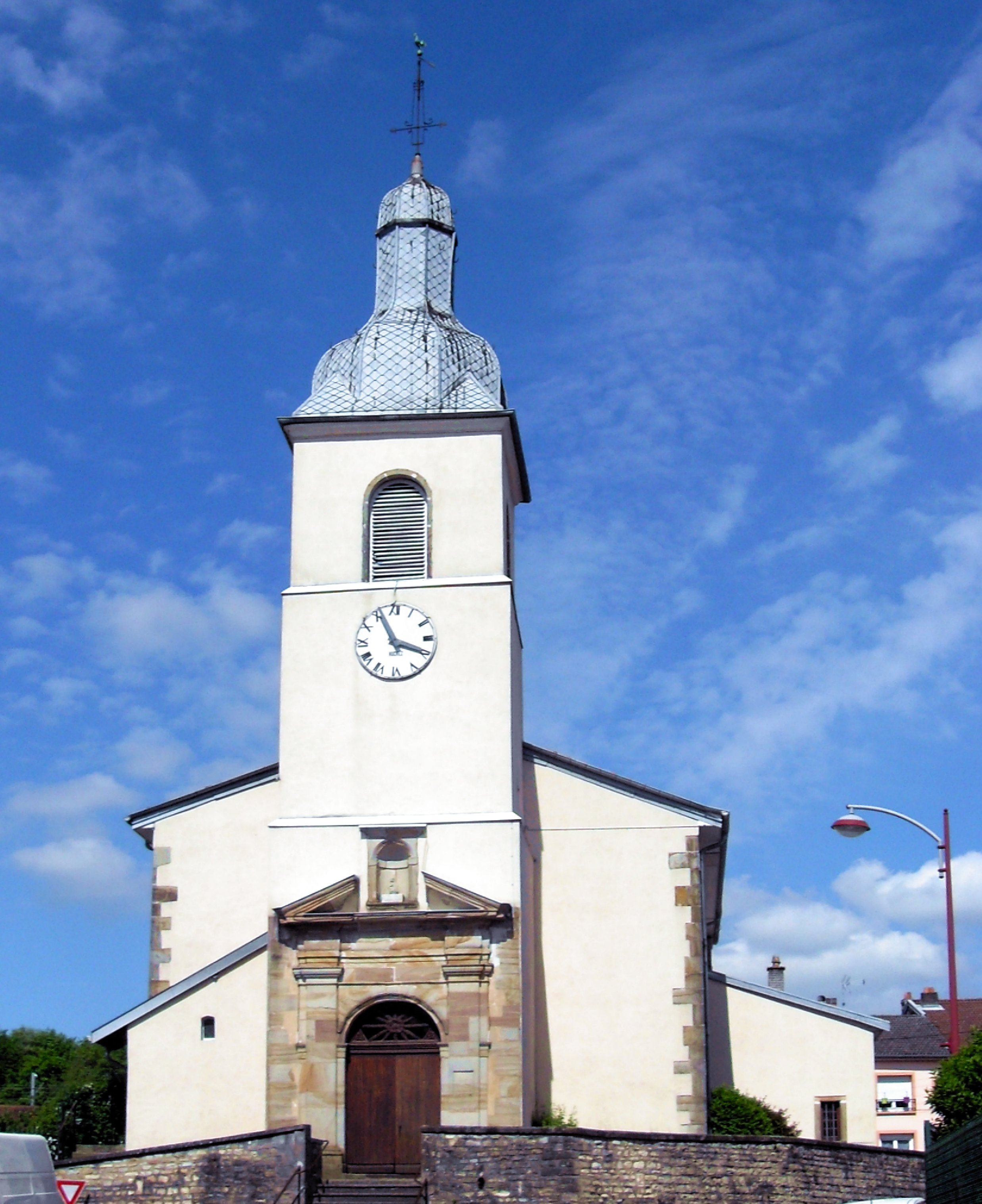
Kirche Saint-Pierre

## Wirtschaft und Infrastruktur
In der Gemeinde sind fünf Viehzuchtbetriebe ansässig.
Durch die Gemeinde Essegney führt die Fernstraße D 32 von Charmes nach Rambervillers. In der nahen Stadt Charmes besteht ein Anschluss an die autobahnartig ausgebaute RN 57 von Nancy nach Épinal. Der anderthalb Kilometer von Essegney entfernte Bahnhof Charmes liegt an der Bahnstrecke Blainville-Damelevières–Lure.

## Belege
1. ↑  Archives communales d’Essegney (1686-1947). (PDF; 33 KB) In: vosges-archives.com. Archiviert vom Original am 22. November 2015; abgerufen am 24. Februar 2025 (französisch).
2. ↑  Essegney auf cassini.ehess
3. ↑  Essegney auf INSEE
4. ↑  Les fermes, les maisons d’ouvrier et les maisons de la commune de Essegney in der Base Mérimée des französischen Kulturministeriums (französisch)
5. ↑  Landwirtschaftsbetriebe auf annuaire-mairie.fr (französisch)